# Canelas e Fermelã
Canelas e Fermelã est une paroisse civile portugaise (en portugais : freguesia) de la municipalité d'Estarreja dans le district d'Aveiro. Elle est créée en 2013, par fusion des paroisses de Canelas et Fermelã.

## Histoire
La paroisse est créée par la loi no 11-A/2013 du 28 janvier 2013 portant réorganisation administrative du territoire des freguesias, en fusionnant les paroisses de Canelas et Fermelã. Son nom officiel est União das Freguesias de Canelas e Fermelã et son siège est fixé à Canelas.

## Démographie
Lors du recensement de 2021, Canelas e Fermelã compte 2 673 habitants. C'est alors la paroisse la moins peuplée de la municipalité d'Estarreja.